# パトフ・ショディエフ
ファッターフ・パトフ・カユモヴィチ・ショディエフ（ラテン文字:Patokh Chodiev, Fattoh Kayumovich Shodiev、ウズベク語: Фаттах Каюмович Шодиев、ロシア語: Патох Каюмович Шодиев、1953年4月15日 - ）は、ウズベキスタン・ジザフ出身のロンドンを拠点とする実業家である。現在はカザフスタン、ベルギーの国籍を持つ。ショディエフはアレクサンドル・マシュケヴィチやアリジャン・イブラギモフと共に三頭体制でユーラシア天然資源会社を運営している。鉱物資源、石油、ガスの売買を行っているほか、カザフスタンでは銀行業も行なっている。2006年、『フォーブス』の世界長者番付で382位にランクインした。現在はカザフスタンの首都アルマトゥイに居を構えている。カザフ語表記ではПаток Чодиевとなるため、「パトク・チョディエフ」と表記されることもある。また、カザフ語表記とロシア語表記を並立させて「パトック・ショディエフ」と表記されることもある。

## 初期
ショディエフはウズベキスタンのジザフに生まれ、モスクワで国際法と日本語を学んだ。ショディエフはその後日本に住んだこともある。ショディエフはその後ショディエフ財団を創設した。

## 三頭体制とユーラシア天然資源会社
マシュケヴィチとイブラギモフというパートナーと共に、ショディエフは世界有数の天然資源関連会社ユーラシア天然資源会社 (ENRC) の主要株主である。ENRCはロンドンを拠点としており、カザフスタンやアフリカで数多くの鉱物資源を運用し、東ヨーロッパやアフリカで多数の採掘事業を行なっている。2009年、ENRCは38億ドルを売上げ、14.62億ドルの利益を計上した。
2007年12月、ENRCはロンドン証券取引所に上場した。上場時の時価総額は約68億ポンドであった。

## ベルギーの市民権取得
ショディエフは1997年6月27日にワーテルロー市長Serge Kubla (改革運動) の助けを借りてベルギーの市民権を取得した。ベルギー市民になるためには、最低でもベルギーの公用語であるオランダ語、フランス語、ドイツ語のどれか一つの言語で会話できることが必要だが、当時3つとも話せなかったという点で、ショディエフのベルギー市民権は通常の規則外で取得されたものであった。さらに、ベルギー国家保安部は事前に地方警察に対し、ショディエフのマフィアとの交際疑惑に関する報告書を送っていた。

## フォーブス世界長者番付
- 2005年:620位、10億ドル (初登場) [6]
- 2006年:382位、20億ドル[7]
- 2007年:538位、19億ドル[8]
- 2008年:334位、33億ドル[9]
- 2009年:601位、12億ドル[10]
- 2010年:287位、33億ドル[11]
- 2011年:297位、37億ドル[12]
- 2012年:418位、28億ドル[3]